# Brian Goodell
Brian Goodell (né le 2 avril 1959 à Stockton en Californie) est un ancien nageur américain spécialiste des épreuves de demi-fond en nage libre. Double champion olympique sur 400 et 1500 m nage libre à en 1976 à Montréal, il était déjà vice-champion du monde l'année précédente.

## Biographie
Brian Goodell dispute ses premiers championnats nationaux élites en 1974. L'année suivante, il est surprenant médaillé d'argent sur l'épreuve du 1 500 m nage libre derrière son compatriote Tim Shaw lors des championnats du monde organisés à Cali. Il n'est alors âgé que de 16 ans mais confirme rapidement en battant de premiers records du monde en juin 1976 sur 400 et 1 500 m nage libre lors des sélections olympiques. Aux Jeux olympiques de Montréal tenus quelques semaines plus tard, le nageur américain dispute ces deux épreuves. Lors du 1 500 m, Goodell est longtemps devancé par son compatriote Bobby Hackett et par l'Australien Stephen Holland. Mais après 1 000 mètres de courses, le jeune nageur effectue son effort et termine finalement la course au première rang. Après les 28 longueurs de bassins, Brian Goodell devient champion olympique en réalisant par ailleurs un nouveau record du monde en 15 min 2 s 40. Il devance Hackett puis Holland qui descendent tous les deux sous l'ancien temps de référence planétaire. Détenteur du record du monde du 400 m nage libre, l'Américain confirme son rang lors de la finale olympique en remportant une seconde médaille d'or. Devançant le champion du monde en titre Tim Shaw, il efface des tablettes le record du monde de ce dernier en 3 min 51 s 93.
En 1979, il remporte trois titres nationaux et gagne trois médailles d'or aux jeux pan-américains organisés à San Juan (Porto Rico). Les États-Unis boycottant les Jeux olympiques de 1980 organisés à Moscou, Brian Goodell choisit de mettre un terme à sa carrière sportive.
En 1986, il est honoré par l'International Swimming Hall of Fame pour intégrer le panthéon des sports aquatiques.

## Palmarès

### Jeux olympiques
- Jeux olympiques de 1976 à Montréal (Canada) :
  -  Médaille d'or du 400 m nage libre.
  -  Médaille d'or sur le 1 500 m nage libre.

### Championnats du monde
- Championnats du monde 1975 à Cali (Colombie) :
  -  Médaille d'argent du 1 500 m nage libre.

## Records
| Épreuve                           | Temps         | Compétition                 | Lieu                           | Date            |
| 400 m nage libre en grand bassin  | 3 min 53 s 08 | Championnats des États-Unis | Long Beach, États-Unis         | 18 juin 1976    |
| 400 m nage libre en grand bassin  | 3 min 51 s 93 | Jeux olympiques de 1976     | Montréal, Canada               | 22 juillet 1976 |
| 400 m nage libre en grand bassin  | 3 min 51 s 56 | Duel RDA/USA                | Berlin Est, Allemagne de l'Est | 27 août 1977    |
| 1500 m nage libre en grand bassin | 15 min 6 s 66 | Championnats des États-Unis | Long Beach, États-Unis         | 21 juin 1976    |
| 1500 m nage libre en grand bassin | 15 min 2 s 40 | Jeux olympiques de 1976     | Montréal, Canada               | 20 juillet 1976 |